# Лосиное (озеро, Мурманская область)
Лосиное (также Лось-Озеро) — пресное озеро в Ловозерском районе Мурманской области в восточной части Кольского полуострова. Располагается в правобережье среднего течения реки Поной.
Водоём имеет форму неправильного овала. Береговая линия слабо изрезана. Зеркало озера расположено на высоте 150,4 метра над уровнем моря. Площадь водной поверхности — 5,8 км². Длина озера составляет около 3,4 км, максимальная ширина в северной части — 2,2 км.
Со всех сторон окружено болотами, местами к воде подступают участки соснового леса. Рельеф берега равнинный. К северу всего в 0,5 км течёт Кривая Речка, которая до этого последовательно протекает через озёра Песочное, Чуявр и озёра Вежа, расположенные на юге и западе. Верхнекаменское озеро находится в 4,5 км к юго-востоку.
Населённых пунктов на Лосином нет, в 12,5 км к северо-западу располагается село Краснощелье.